# Silivașu de Câmpie
Silivașu de Câmpie é uma comuna romena localizada no distrito de Bistrița-Năsăud, na região histórica da Transilvânia. A comuna possui uma área de 30.62 km² e sua população era de 1173 habitantes segundo o censo de 2007.